# Skalborg Station
Skalborg Station er en jernbanestation i bydelen Skalborg i det sydlige Aalborg.
Stationen ligger på jernbanestrækningen Randers–Aalborg mellem Aalborg Station og Svenstrup Station. Den betjenes af tog fra DSB og Nordjyske Jernbaner.

## Historie
Stationen blev anlagt på Randers-Aalborg Jernbane i 1899-1900 efter åbningen af privatbanen Aars-Nibe-Svenstrup Jernbane, hvis tog fra 1902 skulle føres videre mellem Svenstrup og Aalborg. Stationen var udelukkende beregnet til de flere togkrydsninger, der nu ville komme. Men efter nogle år fik den billetsalg, dog kun til statsbanetogene.
Dengang var banen enkeltsporet. Dobbeltsporet kunne først tages i brug mellem Aalborg og Skalborg 17. september 1940 og mellem Skalborg og Svenstrup 10. december s.å. Derefter fik også privatbanetogene i 1942 lov til at standse i Skalborg for at udveksle passagerer og rejsegods.
I november 1950 blev en ny station åbnet 300 m syd for den gamle. Hvalpsundbanen blev nedlagt 31. marts 1969, og Skalborg Station lukkede i 1972. Den blev dog genåbnet i 2003 som en del af Aalborg Nærbane. I 2017 overtog Nordjyske Jernbaner driften af de regionale tog mellem Skørping og Ålborg fra DSB.